# Brovst Kommune (1842-1966)
Brovst Kommune var en kommune i Øster Han Herred i Hjørring Amt.